# Santa Maria La Nova
Santa Maria La Nova is een plaats (frazione) in de Italiaanse gemeente Campagna (SA).